# Хотимль (Орловська область)
Хотимль - руське городище, замок-фортеця у Верховській землі. Заснований в XI сторіччі після входження в'ятичів до складу Руської держави. Продовжував існувати як опорна фортеця до XVII сторіччя, поки не була ліквідована небезпека татарських набігів на Орловщину.

## Опис
Назва поселення може походити від слів хат, хото - будинок, житло, місто. У національному парку Орловське Полісся збереглися залишки городища поблизу села Хотимль-Кузменково (розтащоване в 10 км від іншого давнього городища Радовище), віднесене 1995 року до археологічних пам'яток Федерального значення.

## Історія
Середньовічної літописної згадки про це місто не існує. Це залишки найбільшого в Орловській області замку (дитинця), розташованого на правому березі безіменного струмка - лівої притоки річки Витебеть. Місто відносилося до Карачевського князівства.
Замок за розмірами і потужності не поступалися стольному місту Карачев. Ділянка городища розміром 200 на 170 метрів овальна в плані, висотою над струмком близько 4-5 метрів, оточена кільцевим валом, місцями досягає висоти 5-ти метрів. Перед валом рів глибиною до 2-х метрів. Як і сусіднє Радовиське городище Хотимль відноситься до «болотного типу». Воно може інтерпретуватися як залишки укріпленої феодальної садиби - замку. Ці укріплені садиби служили для захисту феодала від войовничих сусідів або залежних від нього смердів. Руських поселень такого роду залишилися одиниці. Цей тип поселення відрізняється від інших поселень міського типу своїми незначними розмірами і штучно створеною круговою формою, тісним зв'язком з сільським господарством і слабким розвитком ремесла. Розкопки показали убогість гончарних та інших ремісничих виробів. За валу проходила дерев'яна рублена стіна з вежами. У дитинець вели не менше двох воріт (зі сходу і заходу), який за внутрішньою будовою не відрізнявся від інших йому подібних, але одна особливість Хотимльського дитинця унікальна серед руських замків цього регіону: всередині нього било джерело, що утворило ставок, з якого надлишок води по викопаній протоці стікав у струмок. Завдяки цьому городище завжди було в достатку забезпечена водою. яДостеменно невідомо коли були зруйновані дерев'яні стіни і башти Хотимльського дитинця.
Ймовірно місто було зруйноване в 1310 році русійсько-ординським військом на чолі з брянським князем Василем Михайловичем, який розорив Карачов і вбив Карачевського князя Святослава Мстиславича.
Вперше в письмових джерелах Хотимль згадується 26 березня 1499 року в жалуваній грамоті великого князя литовського Олександра Ягелончика, який надав можайському князю Семену Івановичу в правління Хотимльську волость. Семен Івнович Можайський 1500 року разом з подарованими Литвою володіннями перейшов під владу великого князя московського Івана III. Згодом волость згадується у складі Великого князівства Московського в 1508 і 1523 роках. У XVI-XVII сторіччях Хотимль був центром Хотимської волості Карачевського повіту, а середньовічне городище могло використовуватися як притулок для місцевого населення від набігів кримських татар.
Перша згадка про церкву в селі Хотимль в письмових джерелах міститься в Писцевій книзі Карачевського повіту 1626-1627 років про церкву Успіння Пречистої Богородиці з П'ятницьким боковим вівтарем. На початку XX сторіччя почалося будівництво нової цегляної церкви. Новий храм, на відміну від старого дерев'яного, звели в центрі села. Дзвіницю побудувати не встигли. 
Археологічні дослідження
Верхня частина церкви була розібрана в 1960-ті роки. На західній околиці в 1,5 кілометрах розташовані 2 групи курганів: в першій їх 3, в другій - 4, що поступово знищуються від щорічного розорювання. 
Археологічні розкопки, проведені на городищі, виявили культурний шар товщиною до двох метрів, що містить гончарну руську кераміку пізнього середньовіччя.